# Albuca
Albuca ist eine Pflanzengattung innerhalb der Familie der Spargelgewächse (Asparagaceae). Die etwa 150 Arten sind von der Arabischen Halbinsel über Afrika mit dem Verbreitungsschwerpunkt im Südlichen Afrika verbreitet.

## Beschreibung

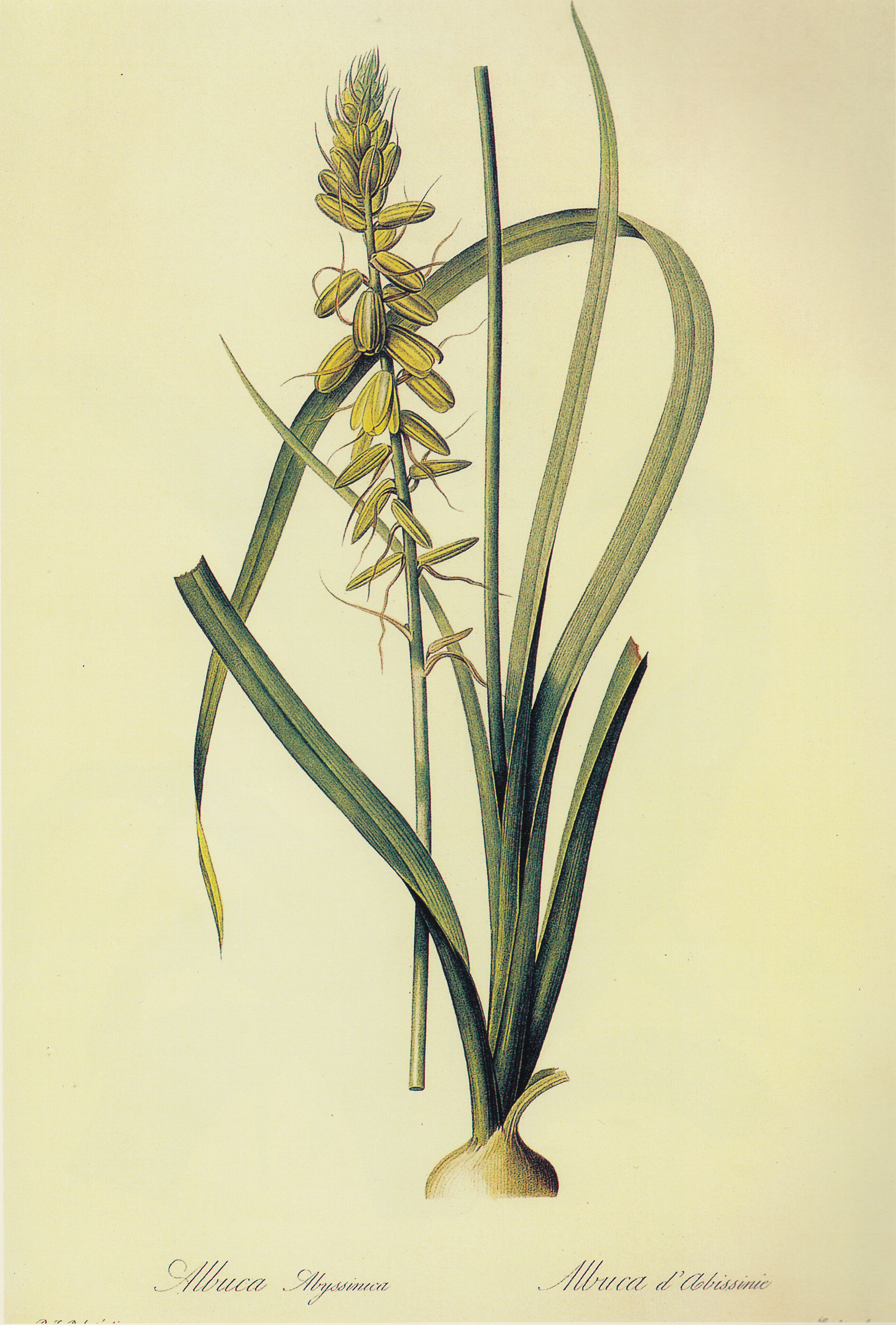
Illustration aus Les liliacees von Albuca abyssinica

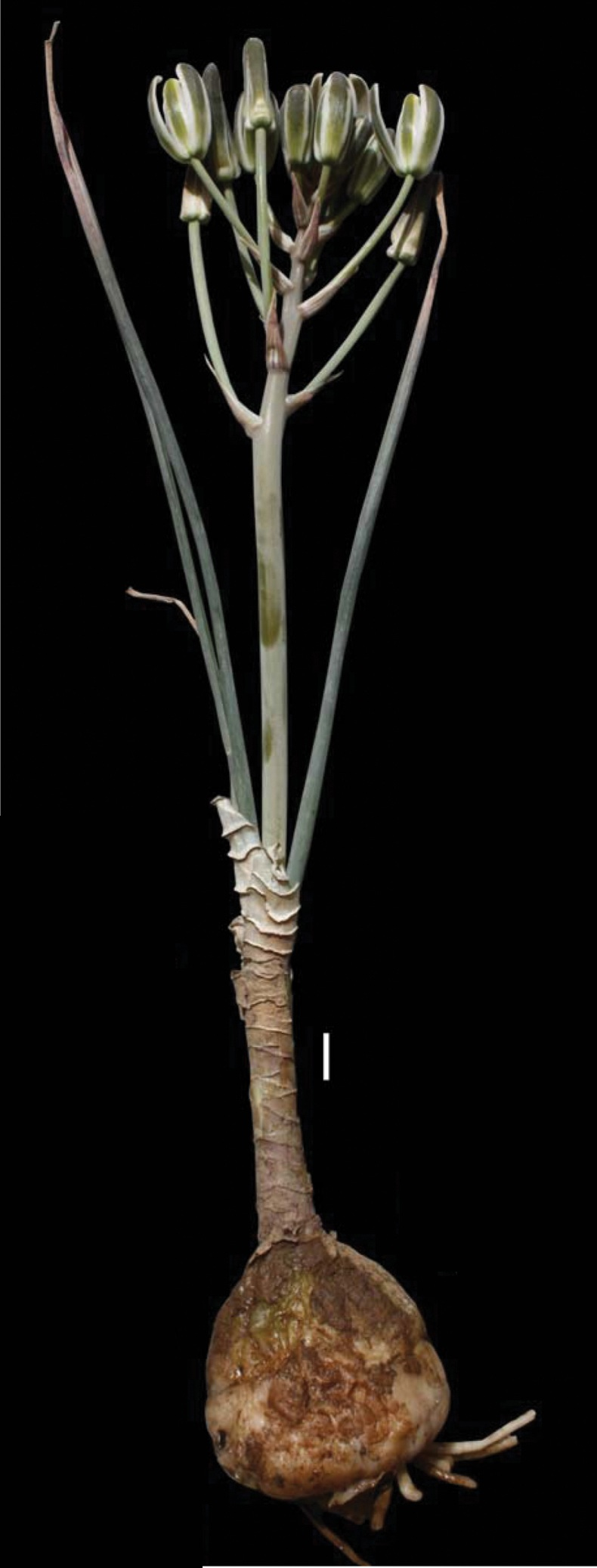
Habitus und Blütenstand von Albuca bakeri

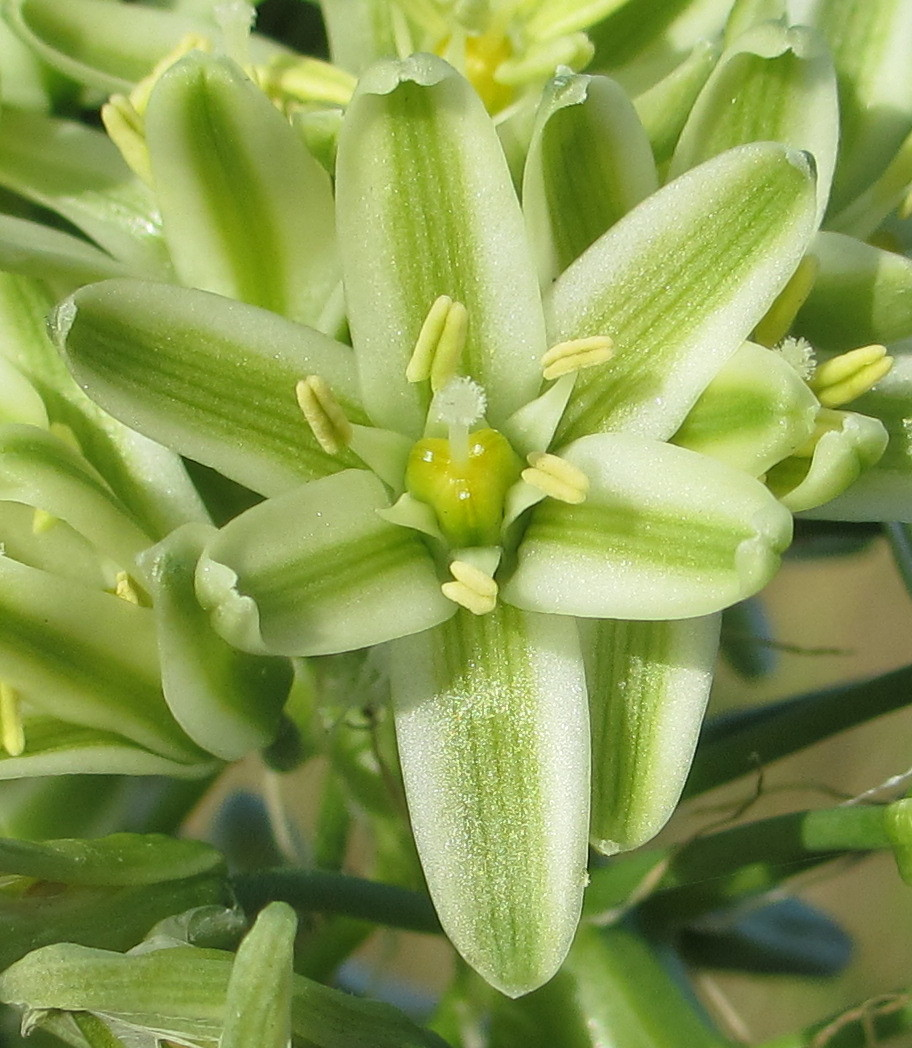
Blüte von Albuca bracteata

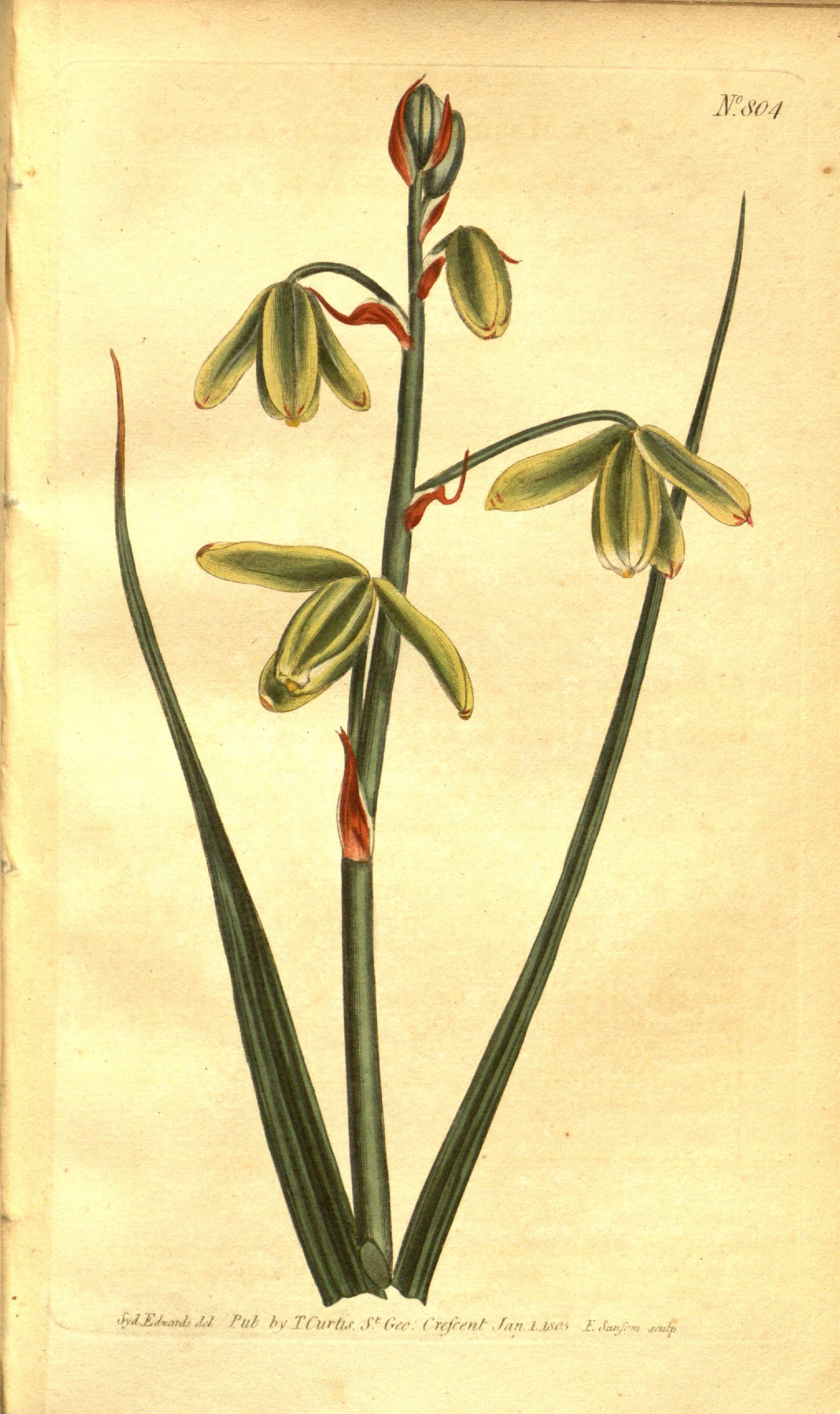
Illustration aus Curtis's Botanical Magazine, 804 von Albuca canadensis

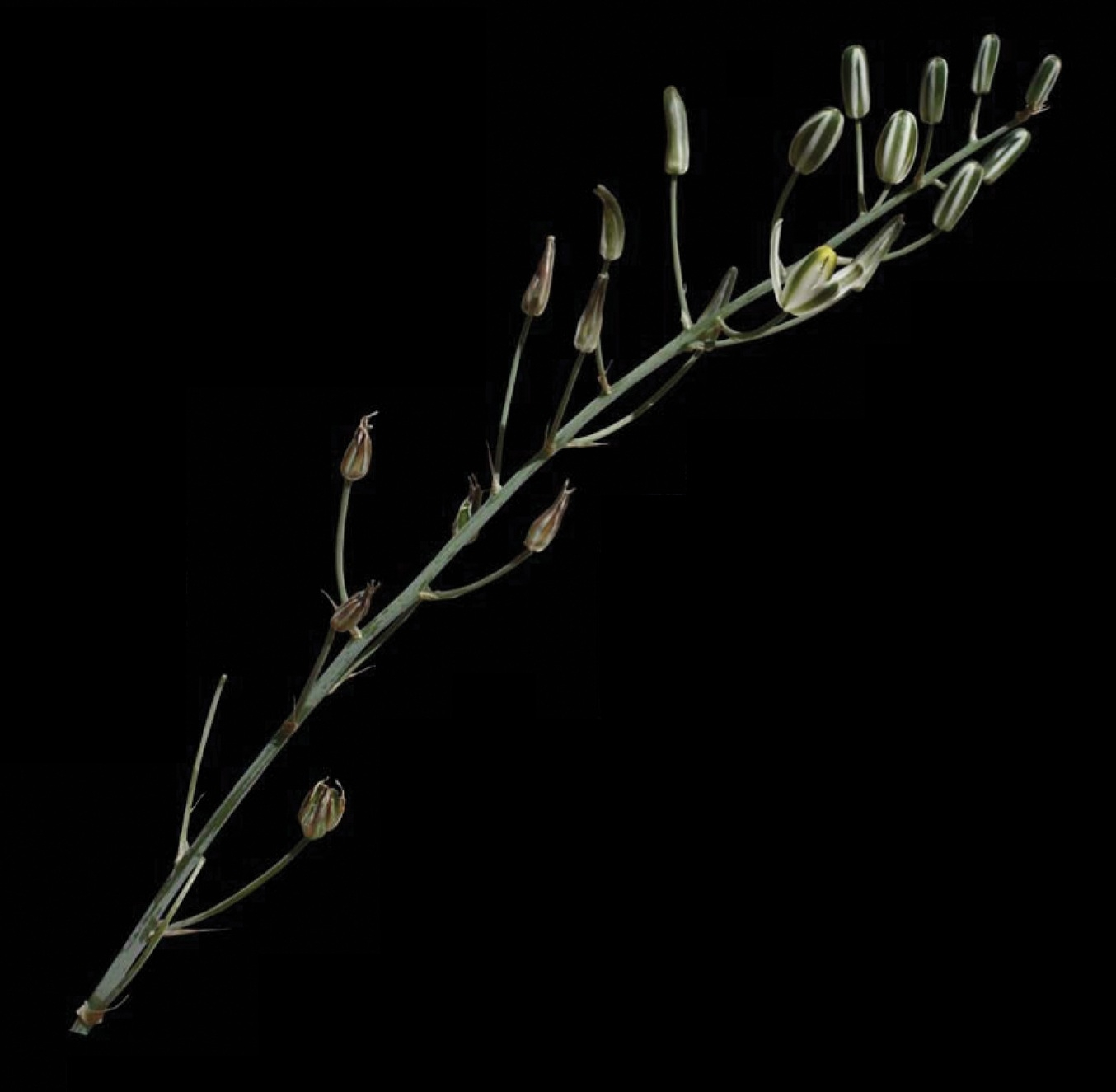
Blütenstand von Albuca caudata

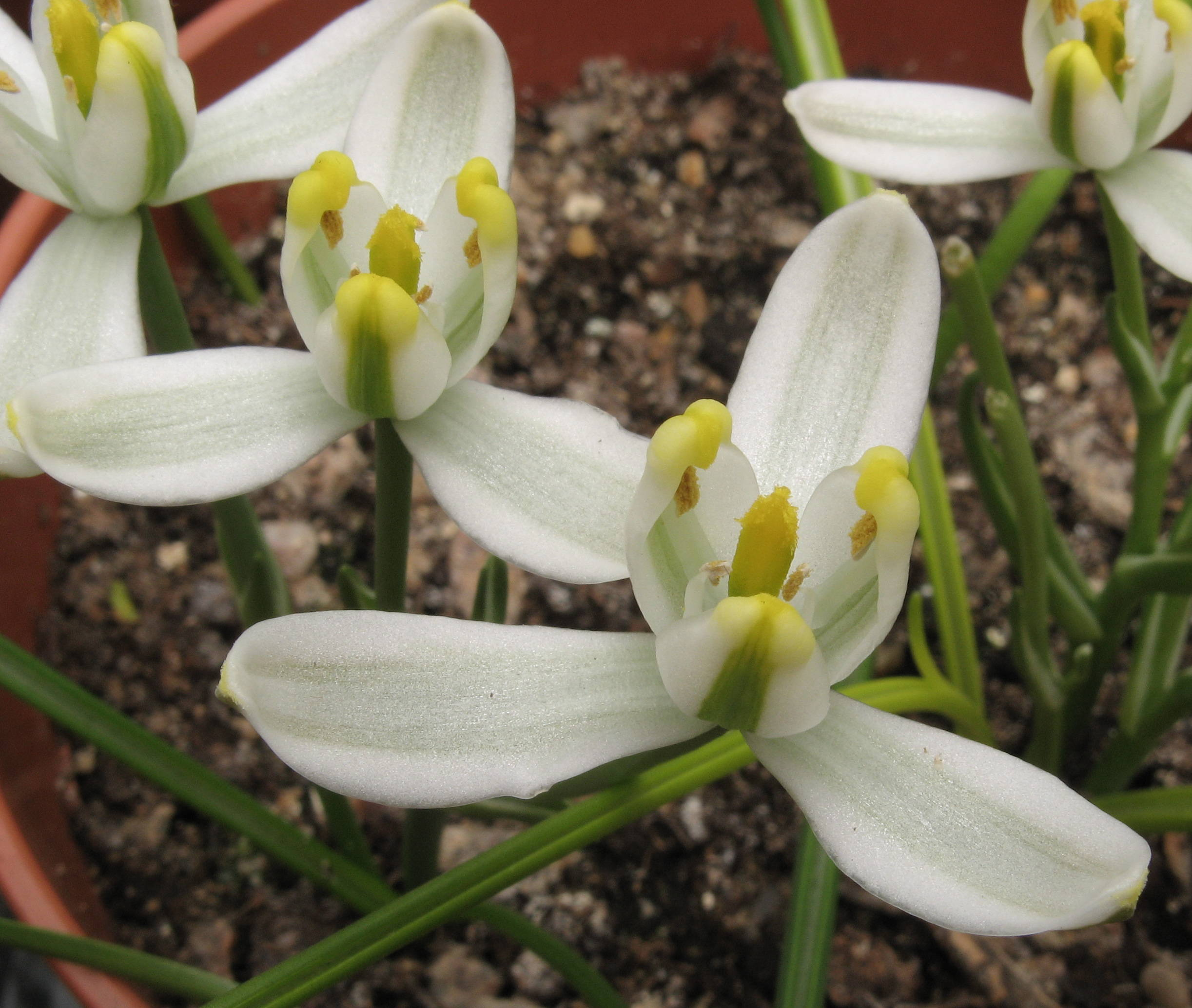
Dreizählige Blüten von Albuca humilis

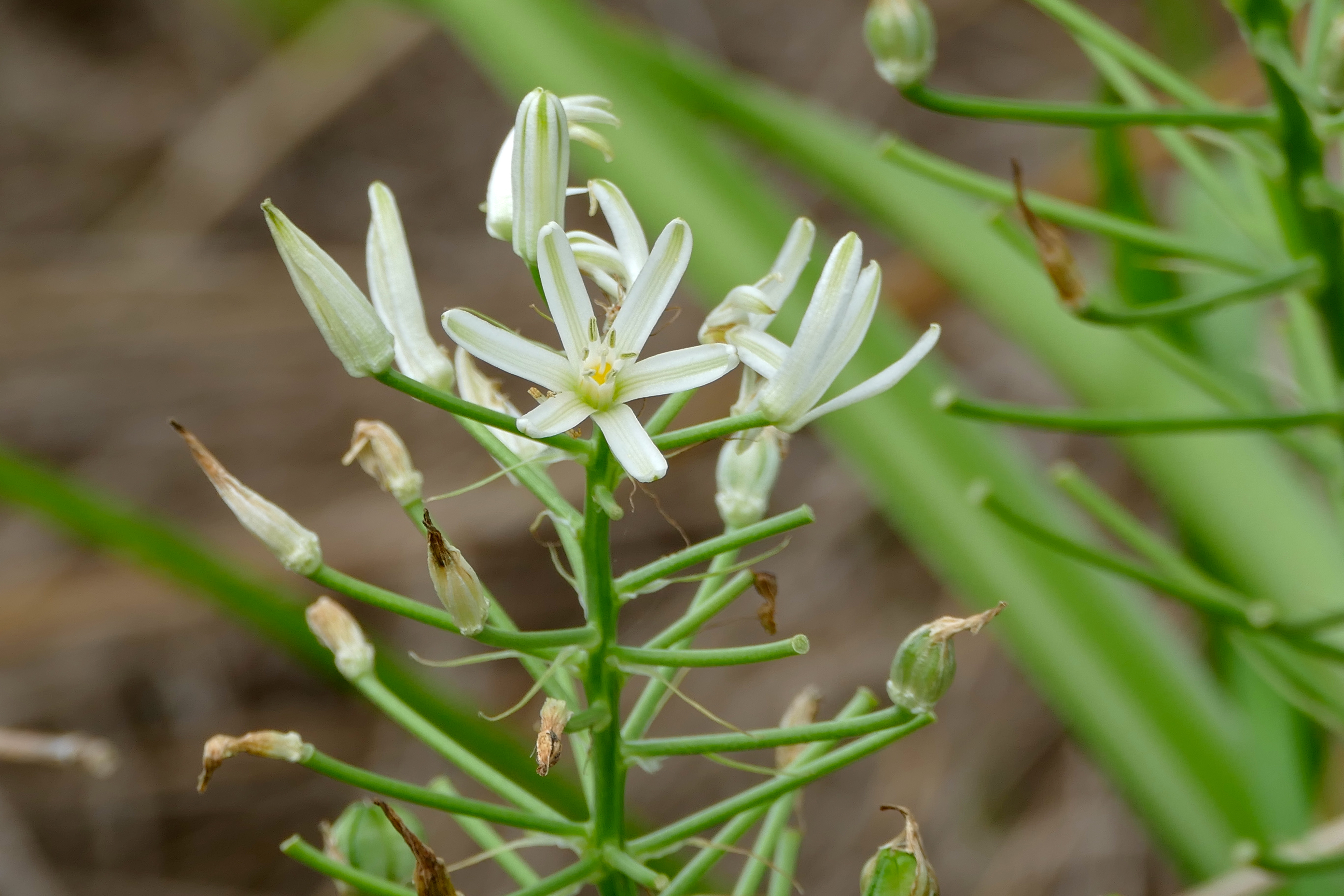
Albuca seineri

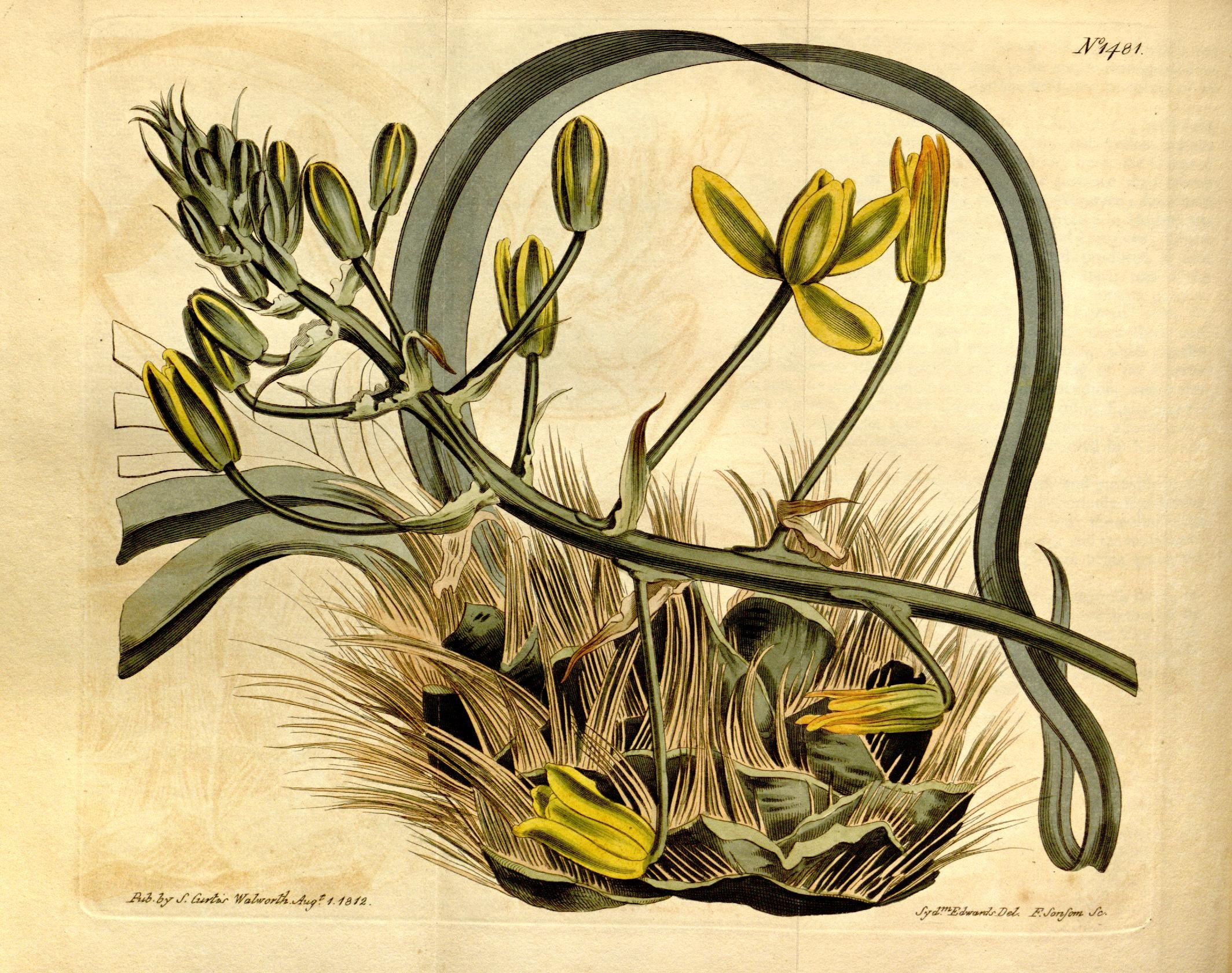
Illustration aus Curtis's Botanical Magazine, Tafel 1481 von Albuca setosa

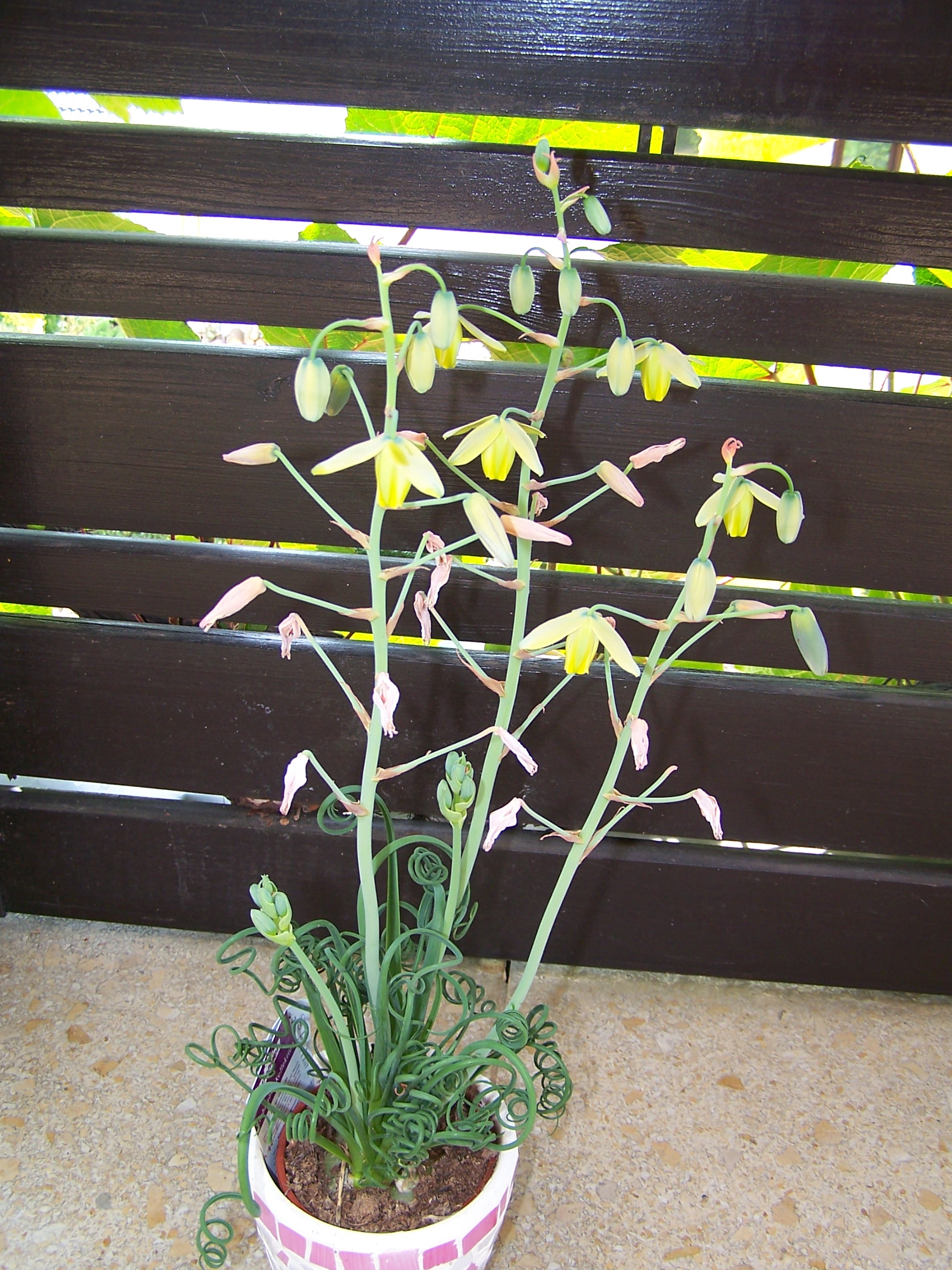
Habitus, Laubblätter und Blütenstände von Albuca spiralis

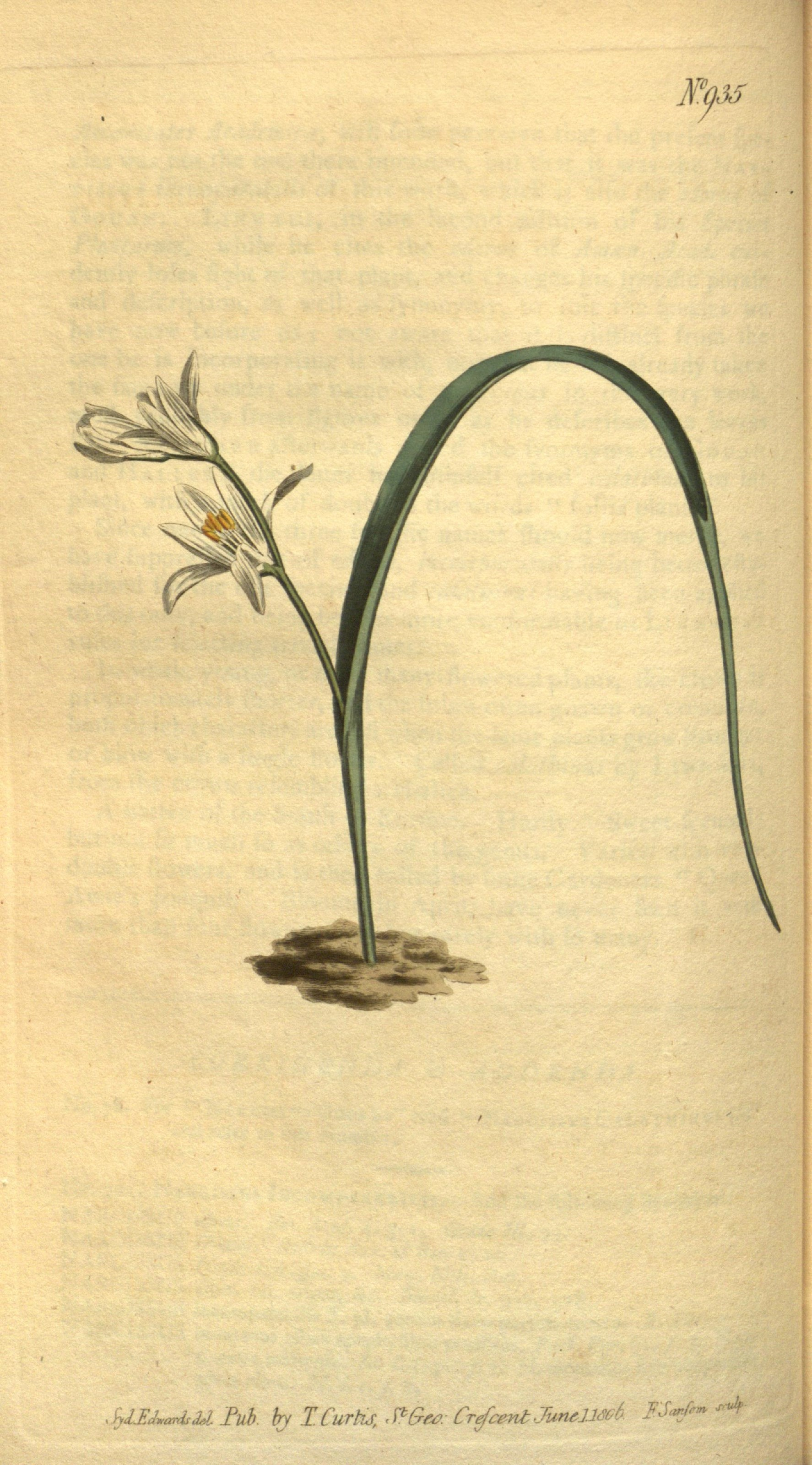
Illustration aus Curtis's Botanical Magazine von Albuca unifolia

### Vegetative Merkmale
Die Albuca-Arten sind ausdauernde, krautige Pflanzen. Diese Geophyten wachsen mit variablen, unter- oder oberirdischen Zwiebeln, die in der Regel kugelförmig und nur selten niedergedrückt-kugelförmig sind. Die ziegelig angeordneten Zwiebelschuppen sind fleischig.
Die vor den Blüten erscheinenden, einziehenden oder selten immergrünen Laubblättern sind rosettig angeordnet. Die einfachen Blattspreiten sind sehr variabel gestaltet, stielrund bis abgeflacht und gerade oder bogenförmig.

### Generative Merkmale
Der Blütenstandsschaft ist mit spitz zulaufenden Hochblättern (Brakteen) versehen. Die aufrechten oder nickenden Blüten sind in traubigen Blütenständen angeordnet. Die aufrechten Blütenstiele sind unterschiedlich lang.
Die zwittrigen Blüten sind radiärsymmetrisch und dreizählig. Ihre sechs bandförmigen Blütenhüllblätter sind grün, weiß oder gelb mit einem grünen Mittelstreifen. Die drei äußeren, ausgebreiteten Perigonblätter sind nicht miteinander verwachsen. Die inneren Perigonblätter sind kapuzenartig zusammengezogen und bedecken die Staubblätter und den Fruchtknoten. Sie besitzen eine große, endständige Drüse. Von den sechs Staubblättern sind alle fruchtbar oder die drei äußeren sind steril. Die Staubfäden sind an ihrer Basis verbreitert und bedecken den Fruchtknoten. Die länglichen, beweglichen Staubbeutel sind intrors. Der längliche, oberständige Fruchtknoten ist dreifächrig, die Plazentation zentralwinkelständig. Der Griffel ist verkehrt konisch-prismatisch, die Narbe kopfig oder konisch mit drei dreieckigen gefransten Zipfeln.
Die eiförmig-dreikantigen, lokuliziden Kapselfrüchte sind dreifächrig. Die flachen Samen sind schwarz und glänzend.

## Systematik und Verbreitung
Die Gattung Albuca ist von Afrika bis zur Arabischen Halbinsel verbreitet. Ihr Verbreitungsschwerpunkt ist mit 128 Arten das Südliche Afrika.
Die Gattung Albuca wurde durch Carl von Linné wurde 1762 in der zweiten Auflage von Species Plantarum aufgestellt. Der botanische Name der Gattung Albuca leitet sich vom lateinischen Wort albucus für ‚Affodill‘ ab und verweist auf die Ähnlichkeit einiger Arten mit Affodill. Synonyme für Albuca L. sind: Albugoides Medik., Stellarioides Medik., Coilonox Raf., Ethesia Raf., Nemaulax Raf., Trimelopter Raf., Ardernia Salisb., Branciona Salisb., Falconera Salisb., Monotassa Salisb., Osmyne Salisb., Pallastema Salisb., Taeniola Salisb., Urophyllon Salisb., Igidia Speta.
Die Gattung Albuca gehört zur Tribus Ornithogaleae in der Unterfamilie Scilloideae innerhalb der Familie Asparagaceae. Sie wurde in die Familien Hyacinthaceae sowie Liliaceae gestellt.
Die Gattung Albuca umfasst etwa 150 Arten:
- Albuca abyssinica Jacq.(Syn.: Albuca elastica Salisb. nom. superfl., Albuca angolensis Welw., Albuca abyssinica Welw. ex Baker nom. illeg., Albuca bainesii Baker, Albuca elwesii Regel, Albuca wakefieldii Baker, Albuca allenae Baker, Albuca fischeri Engl., Albuca purpurascens Engl., Albuca tayloriana Rendle, Albuca fleckii Schinz, Albuca lugardii Baker, Albuca melleri (Baker) Baker, Albuca erlangeriana Engl., Albuca parviflora Perkins nom. illeg., Albuca praecox Engl. & K.Krause, Albuca hysterantha Chiov., Albuca nemorosa Chiov., Albuca fibrillosa De Wild., Albuca chaetopoda Chiov., Albuca asclepiadea Chiov., Albuca beguinotii Cufod., Albuca blepharophylla Cufod., Albuca capitata Gilli): Sie ist von der südwestlichen Arabischen Halbinsel über das tropische bis ins südliche Afrika weitverbreitet.[1]
- Albuca acuminata Baker (Syn.: Albuca convoluta E.Phillips): Sie ist von Namibia nach Süden durch Namaqualand bis zur Kleinen Karoo in den südafrikanischen Provinzen Nord- sowie Westkap bis Mossel Bay vor. In einzelnen Gebieten nehmen die Bestände fortlaufend ab, aber dies führt bei dieser relativ weitverbreiteten Art nicht zur Gefährdung.[1][4]
- Albuca adlami Baker: Über diese Art ist wenig bekannt, nur dass es einen Herbarbeleg aus Südafrika geben soll.
- Albuca affinis Baker: Sie kommt nur in der südafrikanischen Provinz Nordkap vor. Ihre Bestände gelten als stabil.[4]
- Albuca albucoides (Aiton) J.C.Manning & Goldblatt: Dieser Endemit kommt nur Gouda im Westkap vor. Er gedeiht im Fynbos auf steinigen Alluvialböden. Von den nur zwei bekannten Standorten ist einer durch fortlaufende Überweidung gefährdet. Es gingen bereits große Areale verloren.[4]
- Albuca amboensis (Schinz) Oberm.: Sie kommt in Namibia und in Botswana vor.[1]
- Albuca amoena (Batt.) J.C.Manning & Goldblatt: Sie kommt in der nordwestlichen Sahara von Marokko und Algerien vor.[1]
- Albuca anisocrispa Mart.-Azorín & M.B.Crespo: Dieser Endemit kommt von Alicedale bis zum Fish River-Tal im Ostkap vor.  Er gedeiht im „Albany Dickicht“ und in der Savanne auf sandigen Böden im Dickicht und im „Thornveld“. Etwa 5 % der heutigen Bestände sind durch Landwirtschaft gefährdet. Die Exemplare stehen immer einzeln und so gibt es nur wenige Aufsammlungen, es wird vermutet, dass sie übersehen werden und dass es mehr Standorte gibt als bisher bekannt sind.[4]
- Albuca annulata Mart.-Azorín & M.B.Crespo: Dieser seltene Endemit kommt nur von Port Elizabeth bis Grahamstown im Ostkap vor. Er gedeiht im „Albany Dickicht“ auf sandigen Böden in niedrigen Höhenlagen von 0 bis 300 Metern. Es werden nur fünf bis zehn Bestände vermutet. Alle drei sicher bekannten Fundorte liegen in geschützten Gebieten und sind deshalb nicht gefährdet. Ähnliche Habitate in seinem potentiellen Areal sind zu mindestens 35 % durch Ackerbau und Verstädterung verloren gegangen, dieser Trend scheint sich fortzusetzen. Es gibt nur sehr wenige Aufsammlungen (beispielsweise 2011 und 2014), da sie Bestände sehr klein sind und diese Art nur schwer zu finden ist.[4]
- Albuca arenosa J.C.Manning & Goldblatt: Über diese taxonomisch problematische Art ist wenig gekannt. Als Verbreitungsgebiet wurde das Namaqualand zwischen Steinkopf und Garies sowie rund um Saldanha im West- sowie Nordkap angegeben. Sie soll im Fynbos sowie in der Sukkulenten-Karoo in tiefgründigen Sand auf Ebenen sowie in Quarzit-Graten und -spalten an felsigen Hängen gedeihen.[4]
- Albuca aurea Jacq.: Sie kommt im Westkap vor. Ihre Bestände gelten als stabil.[4]
- Albuca autumnula (U.Müll.-Doblies & D.Müll.-Doblies) J.C.Manning & Goldblatt: Sie kommt im Westkap vor. Ihre Bestände gelten als stabil.[4]
- Albuca bakeri Mart.-Azorín & M.B.Crespo: Sie ist von Calitzdorp bis Jansenville, Port Elizabeth und am Keiskamma River im West- sowie Ostkap verbreitet. Sie gedeiht im „Albany Dickicht“, in der Savanne, der Nama-Karoo sowie der Sukkulenten-Karoo an trockenen, steinigen Standorten places in Lichtungen unter Sträuchern. Ihre Bestände gelten als stabil.[4]
- Albuca barbata (Jacq.) J.C.Manning & Goldblatt: Diese Art wurde anhand einer Illustration eines auf der „Kapebene“ (ohne nähere Ortsangabe) gesammelten Exemplars erstbeschrieben. Zu dieser Art gibt es keine weiteren Informationen.[4]
- Albuca batteniana Hilliard & B.L.Burtt: Sie kommt im Ostkap vor. Ihre Bestände gelten als stabil.[4]
- Albuca baurii Baker: Sie kommt im Ostkap vor. Ihre Bestände gelten als stabil.[4]
- Albuca bifolia Baker: Dieser Endemit kommt von Grahamstown bis Alexandria im Ostkap vor. Er gegeiht in der Savanne und im „Albany Dickicht“ auf sandigen Böden im Dickicht und „Thornveld“ in Höhenlagen von 0 bis 650 Metern. Es gibt 10 bis 20 Fundorte, an denen er häufig ist. Es gingen Areale an Weizenäcker und durch Verstädterung verloren und es kommt fortlaufend zu Habitatverlusten.[4]
- Albuca bifoliata R.A.Dyer: Sie kommt im Ostkap vor. Ihre Bestände gelten als stabil.[4]
- Albuca boucheri U.Müll.-Doblies: Sie kommt im Westkap vor. Ihre Bestände gelten als stabil.[4]
- Albuca bracteata (Thunb.) J.C.Manning & Goldblatt: Sie ist vom tropischen Ostafrika bis zu den südafrikanischen Provinzen KwaZulu-Natal, Ost- sowie Westkap relativ weitverbreitet.[4]
- Albuca bruce-bayeri U.Müll.-Doblies: Sie kommt in der Kapprovinz vor und wurde 2014 erstbeschrieben.[1]
- Albuca buchananii Baker: Sie kommt im südlichen tropischen Afrika vor.[1]
- Albuca canadensis (L.) F.M.Leight. (Syn.: Albuca altissima Dryand., Albuca major L., Albuca maxima Burm. f.): Sie kommt in den südafrikanischen Provinzen Nord- sowie Westkap vor.[4] Sie ist in anderen Gebieten der Welt mit ähnlichen Klima, beispielsweise Australien ein Neophyt.
- Albuca candida (Oberm.) J.C.Manning & Goldblatt: Sie kommt in Namibia vor.[1]
- Albuca caudata Jacq.: Dieser Endemit kommt von Port Elizabeth bis Grahamstown und Somerset East im Ostkap vor. Er ist dort häufig und die Bestände gelten als stabil. Er gedeiht im Albany Dickicht und in der Savanne im Schutz von Sträuchergruppen.[4]
- Albuca chartacea (Mart.-Azorín, M.B.Crespo & A.P.Dold) J.C.Manning & Goldblatt: Sie kommt im Ostkap vor.[1]
- Albuca chlorantha Welw. ex Baker: Sie kommt in Angola vor.[1]
- Albuca ciliaris U.Müll.-Doblies (Syn.: Albuca navicula U.Müll.-Doblies): Sie kommt im Westkap vor. Ihre Bestände gelten als stabil.[4]
- Albuca clanwilliamae-gloria U.Müll.-Doblies: Dieser Endemit kommt von Redelinghuys bis zum Olifants River-Tal im Westkap vor. Er gedeiht im Fynbos auf tiefgründigen saueren Sanden. Er hat Teile seines ursprünglichen Areals an Zitrusplantagen verloren. Der größte Fundort nördlich von Clanwilliam hat seit 2000 40 % seiner Fläche an neue Felder verloren. Die Bestände nehmen fortlaufend ab.[4]
- Albuca collina Baker: Sie kommt im Ostkap vor. Ihre Bestände gelten als stabil.[4]
- Albuca comosa (Welw. ex Baker) J.C.Manning & Goldblatt: Sie kommt in Angola vor.[1]
- Albuca concordiana Baker (Syn.: Albuca aperta I.Verd.): Sie ist von Namibia über das Nordkap bis zum Westkap verbreitet.[4]
- Albuca consanguinea (Kunth) J.C.Manning & Goldblatt: Sie kommt im Nord- sowie Westkap vor. Ihre Bestände gelten als stabil.[4]
- Albuca cooperi Baker (Syn.: Albuca karooica U.Müll.-Doblies): Sie ist von Namibia über das Nordkap bis zum Westkap und Ostkap verbreitet.[4][4]
- Albuca corymbosa Baker: Sie kommt im Ostkap vor. Ihre Bestände gelten als stabil.[4]
- Albuca costatula (U.Müll.-Doblies & D.Müll.-Doblies) J.C.Manning & Goldblatt: Sie kommt in Namibia vor.[1]
- Albuca craibii (Mart.-Azorín, M.B.Crespo & A.P.Dold) J.C.Manning & Goldblatt: Sie kommt in der nördlichen Republik Südafrika vor.[1]
- Albuca cremnophila van Jaarsv. & A.E.van Wyk: Sie kommt im Ostkap vor. Ihre Bestände gelten als stabil.[4]
- Albuca crinifolia Baker: Sie kommt in KwaZulu-Natal vor. Über sie ist wenig bekannt.[4]
- Albuca crispa J.C.Manning & Goldblatt: Sie kommt in der Großen Karoo von Beaufort West bis Steytlerville und Tarkastad im Ost- sowie Westkap vor. Sie gedeiht in der Nama-Karoo auf trockenen felsigen Ebenen. Obwohl es nur sechs Aufsammlungen dieser Art gibt, ist sie nicht gefährdet, man vermutet, dass sie meist übersehen wird. Ihre Bestände gelten als stabil.[4]
- Albuca crudenii Archibald: Sie kommt nur von Grahamstown bis Alicedale im Ostkap vor. Sie gedeiht im „Thornveld“ im Grasland und Savanne. Von ihr sind nur zwei Fundorte bekannt. Der Fundort im Dassieklip-Gebiet wurde durch invasive Pflanzenarten gefährdet, diese invasiven Pflanzenarten wurden wieder entfernt. Invasiven Pflanzenarten eine potentielle der Bestände, die aber als stabil gelten.[4]
- Albuca dalyae Baker: Sie kommt im Ostkap vor. Ihre Bestände gelten als stabil.[4]
- Albuca darlingana U.Müll.-Doblies: Sie kommt im Westkap vor. Ihre Bestände gelten als stabil.[4]
- Albuca deaconii van Jaarsv.: Sie kommt in KwaZulu-Natal vor und wurde 2013 erstbeschrieben.[1]
- Albuca decipiens U.Müll.-Doblies: Sie kommt im Nord- sowie Westkap vor. Ihre Bestände gelten als stabil.[4]
- Albuca deserticola J.C.Manning & Goldblatt: Es gibt zwei Unterarten:
  - Albuca deserticola J.C.Manning & Goldblatt subsp. deserticola: Sie ist von Namibia bis zum Nordkap verbreitet.[4]
  - Albuca deserticola subsp. longipilosa (U.Müll.-Doblies & D.Müll.-Doblies) J.C.Manning & Goldblatt: Sie kommt in Namibia vor.
- Albuca dilucula (Oberm.) J.C.Manning & Goldblatt: Sie kommt im Nord- sowie Westkap vor. Ihre Bestände gelten als stabil.[4]
- Albuca dinteri U.Müll.-Doblies: Sie kommt in Namibia vor.[1]
- Albuca donaldsonii Rendle: Sie kommt von Äthiopien bis Tansania vor.[1]
- Albuca dyeri (Poelln.) J.C.Manning & Goldblatt: Sie ist im ariden Inneren Südafrikas von Vryburg über Laingsburg bis Grahamstown in Free State, North West, Ost-, West- sowie Nordkap verbreitet. Durch ihre weite Verbreitung ist sie nicht gefährdet. Sie gedeiht in der Nama-Karoo und Savanne in Ebenen und auf Hügeln im trockenen Buschland.[4]
- Albuca echinosperma U.Müll.-Doblies: Sie kommt im Westkap vor. Ihre Bestände gelten als stabil.[4]
- Albuca engleriana K.Krause & Dinter: Sie kommt in Namibia vor.[1]
- Albuca etesiogaripensis U.Müll.-Doblies: Sie ist von Namibia bis zum Nordkap verbreitet.
- Albuca exuviata Baker: Sie ist von Namibia bis zum Ostkap verbreitet.
- Albuca fastigiata Dryand.: Sie kommt im Ostkap vor. Ihre Bestände gelten als stabil.[4]
- Albuca fibrotunicata Gledhill & Oyewole: Sie kommt von Niger bis Kamerun vor.[1]
- Albuca flaccida Jacq.: Sie kommt im Westkap vor. Ihre Bestände gelten als stabil.[4]
- Albuca foetida U.Müll.-Doblies: Sie kommt im Nord- sowie Westkap vor. Ihre Bestände gelten als stabil.[4]
- Albuca fragrans Jacq.: Sie kommt von Citrusdal bis zur Kap-Halbinsel und Kleinmond im Westkap vor. Sie gedeiht im Fynbos im tiefen Sand auf Tieflandsebenen. Es handelt sich um eine häufige Art, die viele Areale verloren hat. Die Bestände nehmen fortlaufend ab, aber trotzdem ist sie nicht gefährdet.[4]
- Albuca gageoides K.Krause: Sie kommt in Namibia vor.[1]
- Albuca galeata Welw. ex Baker: Sie kommt in Angola vor.[1]
- Albuca gariepensis J.C.Manning & Goldblatt: Sie wurde 2011 erstbeschrieben. Sie ist im Bushmanland zwischen Kakamas, Upington und Kenhardt im Nordkap verbreitet. Sie gedeiht in der Nama-Karoo auf Drainagebändern und anderen feuchten Standorten Ortstein-Ebenen und sandigen Ebenen. Dieses Gebiet ist botanisch wenig untersucht und es gibt nur fünf Aufsammlungen, doch wird vermutet, dass diese häufiger als die wenigen Belege vermuten lassen. Sie gilt als nicht gefährdet.[4][5]
- Albuca gentilii De Wild.: Sie kommt in der Demokratischen Republik Kongo vor.[1]
- Albuca gethylloides (U.Müll.-Doblies & D.Müll.-Doblies) J.C.Manning & Goldblatt: Sie kommt im Nordkap vor. Ihre Bestände gelten als stabil.[4]
- Albuca glandulifera J.C.Manning & Goldblatt: Sie ist von Namibia bis zum Nordkap verbreitet.[4]
- Albuca glandulosa Baker: Sie kommt im Nord- sowie Westkap vor. Ihre Bestände gelten als stabil.[4]
- Albuca glauca Baker: Sie ist in Botswana, Gauteng sowie Mpumalanga verbreitet.[4]
- Albuca glaucifolia (U.Müll.-Doblies & D.Müll.-Doblies) J.C.Manning & Goldblatt: Sie kommt im Nordkap vor. Ihre Bestände gelten als stabil.[4]
- Albuca goswinii U.Müll.-Doblies: Sie kommt im Westkap vor. Ihre Bestände gelten als stabil.[4]
- Albuca grandis J.C.Manning & Goldblatt: Über diese Art ist nur wenig bekannt und es gibt nur wenige Herbarbelege. Sie ist an der südafrikanischen Westküste vom Namaqualand bis Koeberg in Nord- sowie Westkap relativ weitverbreitet. Sie dürfte wohl viel häufiger sein als die wenigen Herbarbelege vermuten lassen. Einige Fundorte im südlichen Teil des Verbreitungsgebietes sind durch Ackerbau, Verstädterung sowie invasive Pflanzenarten bedroht, dagegen sind die Fundorte im Namaqualand nicht gefährdet. Sie gedeiht im Fynbos und in der Sukkulenten-Karoo in tiefgründigen sandigen Böden im Schutz von Küstensträuchern.[4]
- Albuca hallii U.Müll.-Doblies: Sie kommt von Namibia bis zum Westkap vor. Ihre Bestände gelten als stabil.[4][1]
- Albuca hereroensis Schinz: Sie kommt in Namibia vor.[1]
- Albuca hesquaspoortensis U.Müll.-Doblies: Sie kommt im Westkap vor. Ihre Bestände gelten als stabil.[4]
- Albuca homblei De Wild.: Sie kommt in der Demokratischen Republik Kongo vor.[1]
- Albuca humilis Baker: Sie kommt in Lesotho und KwaZulu-Natal vor.[4]
- Albuca juncifolia Baker (Syn.: Albuca imbricata F.M.Leight.): Sie ist von Ceres bis zur Kap-Halbinsel und ostwärts bis Mossel Bay im Westkap verbreitet. Sie gedeiht im Fynbos auf sandigen sowie kalkreichen Ebenen und an steinigen Hängen. Sie ist relativ weitverbreitet und deshalb nicht gefährdet. Einige Fundorte im Tiefland sind durch Habitatverlust bedroht.[4]
- Albuca karachabpoortensis (U.Müll.-Doblies & D.Müll.-Doblies) J.C.Manning & Goldblatt: Sie kommt im Nordkap vor. Ihre Bestände gelten als stabil.[4]
- Albuca karasbergensis Glover: Sie kommt in Namibia vor.[1]
- Albuca karooica U.Müll.-Doblies: Sie kommt von Namibia bis zur Kapprovinz vor.[1]
- Albuca katangensis De Wild.: Sie kommt in der südlichen Demokratischen Republik Kongo vor.[1]
- Albuca kirkii (Baker) Brenan: Sie kommt von Kenia bis zum südlichen tropischen Afrika vor.[1]
- Albuca kirstenii (J.C.Manning & Goldblatt) J.C.Manning & Goldblatt: Dieser Endemit kommt nur in Malgas und De Hoop im Westkap vor. Es sind nur zwei Fundorte mit einem Gesamtareal 150 km² bekannt. Sie gedeiht im Fynbos an steilen Felswände entlang von Rinnen und Fließgewässern. Da die steilen Felswände unzugänglich sind, ist diese Art nicht gefährdet.
- Albuca knersvlaktensis (U.Müll.-Doblies & D.Müll.-Doblies) J.C.Manning & Goldblatt: Sie kommt im Westkap vor. Ihre Bestände gelten als stabil.[4]
- Albuca kundelungensis De Wild.: Sie kommt in der Demokratischen Republik Kongo vor.[1]
- Albuca lebaensis (van Jaarsv.) J.C.Manning & Goldblatt: Sie kommt in Angola vor.[1]
- Albuca leucantha U.Müll.-Doblies: Sie kommt im Nordkap vor. Ihre Bestände gelten als stabil.[4]
- Albuca littoralis (N.R.Crouch, D.Styles, A.J.Beaumont & Mart.-Azorín) J.C.Manning: Sie kommt in KwaZulu-Natal vor.[1]
- Albuca longifolia Baker: Sie ist wohl von Port Elizabeth bis Makhanda und East London im Ostkap verbreitet. Sie gedeiht wohl im „Albany-Dickicht“ sowie Fynbos wohl in sandigen Böden. Sie gehört zu einer Gruppe einiger schwierig zu unterscheidende Arten. Eine Revision dieser Verwandtschaftsgruppe ist leider noch nicht erfolgt. Es gibt wenig Herbarbelege und einige potentielle Fundorte. Insgesamt ist über diese Verwandtschaftsgruppe zu wenig bekannt.[4]
- Albuca longipes Baker: Sie kommt im Nord-, Ost- sowie Westkap vor. Ihre Bestände gelten als stabil.[4]
- Albuca macowanii Baker: Sie kommt im Ostkap vor. Ihre Bestände gelten als stabil.[4]
- Albuca malangensis Baker: Sie kommt in Angola vor.[1]
- Albuca massonii Baker: Sie kommt im Westkap vor. Ihre Bestände gelten als stabil.[4]
- Albuca monarchos (U.Müll.-Doblies & D.Müll.-Doblies) J.C.Manning & Goldblatt: Sie kommt im Nordkap vor. Ihre Bestände gelten als stabil.[4]
- Albuca monophylla Baker: Sie kommt in Angola und in Namibia vor.[1]
- Albuca myogaloides Welw. ex Baker: Sie kommt in Angola vor.[1]
- Albuca namaquensis Baker (Syn.: Albuca circinata Baker): Sie ist in Namibia und in Südafrika im Nord-, Ost- sowie Westkap verbreitet.[4]
- Albuca nana Schönland: Diese Art ist nur vom Typusmaterial bekannt, das vor über 100 Jahren bei Redhouse im Ostkap gesammelt wurde. Dieses Gebiet wurde durch Verstädterung und Ausbau von Industrie der Stadt Port Elizabeth völlig umgewandelt. Es ist zu vermuten, dass diese Art ausgestorben ist. Für diese Verwandtschaftsgruppe erfolgte noch keine Revision und es könnte sein, dass Herbarmaterial falsch bestimmt wurde und sie vielleicht doch mehrmals gesammelt wurde. Es könnte sein, dass sie bei Felduntersuchungen übersehen wurde. Einige nur im Gebiet von Port Elizabeth vorkommende Arten wurden als ausgestorben bezeichnet und wurden in den letzten Jahren in der Umgebung der Stadt wiedergefunden. Die geringe Chance einer Wiederentdeckung führt dazu, dass sie in der Roten Liste der gefährdeten Pflanzenarten Südafrikas noch nicht als Ausgestorben gelistet ist. Sie wurde damals im Albany-Dickicht gefunden.[4]
- Albuca nathoana (U.Müll.-Doblies & D.Müll.-Doblies) J.C.Manning & Goldblatt: Sie kommt im Nordkap vor. Ihre Bestände gelten als stabil.[4]
- Albuca nelsonii N.E.Br.: Sie ist in den südafrikanischen Provinzen Ostkap, Free State sowie KwaZulu-Natal verbreitet. Ihre Bestände gelten als stabil.[4]
- Albuca nigritana (Baker) Troupin: Sie kommt von tropischen Westafrika bis Ruanda vor.[1]
- Albuca obtusa J.C.Manning & Goldblatt: Sie kommt im Nordkap vor. Ihre Bestände gelten als stabil.[4]
- Albuca osmynella (U.Müll.-Doblies & D.Müll.-Doblies) J.C.Manning & Goldblatt: Sie kommt im Nordkap vor. Ihre Bestände gelten als stabil.[4]
- Albuca ovata (Thunb.) J.C.Manning & Goldblatt: Sie ist von Brandvlei bis zum Bokkeveld Plateau und Sutherland im Nord- sowie Westkap relativ weitverbreitet. Sie gedeiht in der Nama- sowie Sukkulenten-Karoo auf steinigen Hängen und Ebenen. Das Roggeveld-Gebiet leidet unter Überweidung und dies gefährdet viele Arten, weniger stark problematisch ist dies aber für giftige Arten, so kann es sein, dass für diese Art die Überweidung kein großes Problem ist. Von dieser taxonomisch problematischen Art ist wenig bekannt. Es wurden nur sechs Herbarbelege von dieser Art gefunden. Das Verbreitungsgebiet ist botanisch wenig untersucht und deshalb kann es sein, dass diese Art bisher übersehen wurde; es wird nicht angenommen, dass diese Art so selten ist wie die wenigen Herbarbelege vermuten lassen würden.[4]
- Albuca papyracea J.C.Manning & Goldblatt: Sie kommt im Westkap vor. Ihre Bestände gelten als stabil.[4]
- Albuca paradoxa Dinter: Sie ist von Namibia über das Nordkap bis ins Westkap verbreitet.[4]
- Albuca patersoniae Schönland: Über diese Art ist nur wenig bekannt und für diese Verwandtschaftsgruppe erfolgte noch keine Revision und es kann sein, dass es sich nur um ein Synonym von Albuca setosa handelt. Diese Art wurde zuletzt 1959 gesammelt. Sie soll von Port Elizabeth bis East London im Ostkap vorkommen und im „Coastal Thornveld“ gedeihen. Dieses Gebiet wurde für die Ausweitung von Industriegelände und durch Verstädterung stark verändert und dies wird auch so weitergehen.[4]
- Albuca paucifolia (U.Müll.-Doblies & D.Müll.-Doblies) J.C.Manning & Goldblatt: Es gibt zwei Unterarten:
  - Albuca paucifolia subsp. karooparkensis (U.Müll.-Doblies & D.Müll.-Doblies) J.C.Manning & Goldblatt: Sie kommt im Nordkap vor. Ihre Bestände gelten als stabil.[4]
  - Albuca paucifolia (U.Müll.-Doblies & D.Müll.-Doblies) J.C.Manning & Goldblatt subsp. paucifolia: Sie kommt im Westkap vor. Ihre Bestände gelten als stabil.[4]
- Albuca pearsonii (F.M.Leight.) J.C.Manning & Goldblatt: Sie ist von Namibia bis zur südafrikanischen Provinz Nordkap verbreitet.[4]
- Albuca pendula B.Mathew: Sie kommt im südwestlichen Saudi-Arabien vor.[1]
- Albuca pendulina (U.Müll.-Doblies & D.Müll.-Doblies) J.C.Manning & Goldblatt: Sie kommt in Namibia vor.[1]
- Albuca pentheri (Zahlbr.) J.C.Manning & Goldblatt: Sie kommt im West- sowie Nordkap vor. Ihre Bestände gelten als stabil.[4]
- Albuca polyodontula (U.Müll.-Doblies & D.Müll.-Doblies) J.C.Manning & Goldblatt: Sie kommt in Namibia vor.[1]
- Albuca polyphylla Baker: Sie kommt im Ostkap vor. Ihre Bestände gelten als stabil.[4]
- Albuca prolifera J.H.Wilson: Diese Art ist nur von seiner Typusaufsammlung aus dem Jahr 1898 im Baakens River-Tal im heutigen Stadtgebiet von Port Elizabeth im Ostkap bekannt. Dieser Fundort ist vollständig durch Habitatverlust und -degradation durch Ausweitung der Stadt verloren gegangen. Die damalige Fundortbeschreibung stellt das damalige Habitat als Albany-Dickicht an Lehmhängen im Flusstal nahe dem Flussufer dar. Für diese Verwandtschaftsgruppe gibt es noch keine Revision und es kann sein, dass genau wie andere verwandte Arten, die in diesem Gebiet vorkommen oder vorkamen, es zu Verwechslungen gekommen ist oder, dass sie übersehen wurde. Einige Arten dieses Gebietes waren schon als ausgestorben erklärt worden und wurden wiederentdeckt. Botaniker sind sich derzeit nicht sicher ob diese Art ausgestorben ist; in den Untersuchungen zwischen 2006 und 2012 kennt man jedenfalls kein lebendes Exemplar.[4]
- Albuca psammophora (U.Müll.-Doblies & D.Müll.-Doblies) J.C.Manning & Goldblatt: Sie kommt im Nordkap vor. Ihre Bestände gelten als stabil.[4]
- Albuca pseudobifolia Mart.-Azorín & M.B.Crespo: Dieser Endemit kommt im Ostkap nur von Paterson bis Kenton-on-Sea, Grahamstown sowie im Fish River Valley vor.[4]
- Albuca pulchra (Schinz) J.C.Manning & Goldblatt: Sie kommt in Angola, Namibia und Botswana vor.[1]
- Albuca rautanenii (Schinz) J.C.Manning & Goldblatt: Sie kommt in Namibia vor.[1]
- Albuca recurva (Oberm.) J.C.Manning & Goldblatt: Sie kommt in Namibia vor.[1]
- Albuca riebeekkasteelberganula U.Müll.-Doblies: Sie kommt im Westkap vor. Ihre Bestände gelten als stabil.[4]
- Albuca robertsoniana U.Müll.-Doblies: Sie kommt im Westkap vor. Ihre Bestände gelten als stabil.[4]
- Albuca rogersii Schönland: Sie kommt im Ostkap vor. Ihre Bestände gelten als stabil.[4]
- Albuca roodeae (E.Phillips) J.C.Manning & Goldblatt: Dieser Endemit kommt nur in Vanrhynsdorp im Westkap vor. Von dieser seltenen Art ist nur wenig bekannt, vielleicht ist sie identisch mit Albuca suaveolens. Sie gedeiht in der Sukkulenten-Karoo in tiefgründigen Sand. Das kleine Verbreitungsgebiet ist potentiell von Habitatverlust durch Ackerbau und Rooibostee-Plantagen bedroht.[4]
- Albuca rupestris Hilliard & B.L.Burtt: Sie kommt in KwaZulu-Natal vor. Ihre Bestände gelten als stabil.[4]
- Albuca sabulosa (U.Müll.-Doblies & D.Müll.-Doblies) J.C.Manning & Goldblatt: Sie kommt im Nord- sowie Westkap vor. Ihre Bestände gelten als stabil.[4]
- Albuca scabrocostata (U.Müll.-Doblies & D.Müll.-Doblies) J.C.Manning & Goldblatt: Sie kommt im Nordkap vor. Ihre Bestände gelten als stabil.[4]
- Albuca scabromarginata De Wild.: Sie kommt in der Demokratischen Republik Kongo vor.[1]
- Albuca schinzii Baker: Sie kommt in Namibia vor.[1]
- Albuca schlechteri Baker: Sie kommt im Nordkap vor. Ihre Bestände gelten als stabil.[4]
- Albuca schoenlandii Baker: Sie kommt im Ostkap vor. Ihre Bestände gelten als stabil.[4]
- Albuca secunda (Jacq.) J.C.Manning & Goldblatt (Syn.: Albuca micrantha Baker): Sie kommt im West- sowie Nordkap vor. Ihre Bestände gelten als stabil.[4]
- Albuca seineri (Engl. & K.Krause) J.C.Manning & Goldblatt: Sie kommt im südlichen Afrika vor.[1]
- Albuca semipedalis Baker: Sie kommt im Nord- sowie Westkap vor. Ihre Bestände gelten als stabil.[4]
- Albuca setosa Jacq.: Sie im südlichen Afrika von Botswana bis Namibia, in Lesotho sowie Swaziland und in den südafrikanischen Provinzen Free State, Gauteng, KwaZulu-Natal, Limpopo, Mpumalanga, North West, Ost-, Nord- sowie Westkap verbreitet.[4]
- Albuca spiralis L. f.: Sie kommt im Nord- sowie Westkap vor. Ihre Bestände gelten als stabil.[4]
- Albuca stapffii (Schinz) J.C.Manning & Goldblatt: Sie kommt in Namibia vor.[1]
- Albuca steudneri Schweinf. & Engl.: Sie kommt im östlichen Sudan vor.[1]
- Albuca strigosula (U.Müll.-Doblies & D.Müll.-Doblies) J.C.Manning & Goldblatt: Sie kommt in Namibia vor.[1]
- Albuca stuetzeliana (U.Müll.-Doblies & D.Müll.-Doblies) J.C.Manning & Goldblatt: Sie kommt von Namibia bis zur nordwestlichen Kapprovinz vor.[1]
- Albuca suaveolens (Jacq.) J.C.Manning & Goldblatt: Sie kommt von Namibia bis zur Kapprovinz vor.[1]
- Albuca subglandulosa (U.Müll.-Doblies & D.Müll.-Doblies) J.C.Manning & Goldblatt: Sie kommt im Nordkap vor. Ihre Bestände gelten als stabil.[4]
- Albuca subspicata Baker: Sie kommt in Angola vor.[1]
- Albuca sudanica A.Chev. (Syn.: Albuca garuensis Engl. & K.Krause, Albuca stricta Engl. & K.Krause): Sie kommt von tropischen Westafrika bis zur Sahara und dem Sudan vor.[1]
- Albuca tenuifolia Baker: Sie kommt in Südafrika vor.[4]
- Albuca tenuis Knudtzon: Sie kommt vom zentralen Äthiopien bis Kenia vor.[1]
- Albuca thermarum van Jaarsv.: Sie kommt in der Kapprovinz vor.[1]
- Albuca tortuosa Baker: Sie kommt im Ostkap vor. Ihre Bestände gelten als stabil.[4]
- Albuca toxicaria (C.Archer & R.H.Archer) J.C.Manning & Goldblatt: Sie kommt von Namibia bis zur Kapprovinz vor.[1]
- Albuca trachyphylla U.Müll.-Doblies: Sie kommt im Nordkap vor. Ihre Bestände gelten als stabil.[4]
- Albuca tubiformis (Oberm.) J.C.Manning & Goldblatt: Sie kommt in Namibia vor.[1]
- Albuca unifolia (Retz.) J.C.Manning & Goldblatt: Sie kommt von Namibia bis zum Oranje-Freistaat vor.[1]
- Albuca unifoliata G.D.Rowley: Dieser Endemit kommt im Nordkap nur in Steinkopf vor.[4]
- Albuca variegata De Wild.: Sie kommt in der Demokratischen Republik Kongo vor.[1]
- Albuca villosa U.Müll.-Doblies: Es gibt etwa zwei Unterarten:[4]
  - Albuca villosa subsp. villosa: Sie kommt vom südwestlichen Namibia bis zum Westkap vor.[1]
  - Albuca villosa subsp. glabra U.Müll.-Doblies: Sie kommt im Westkap vor.[1]
- Albuca virens (Lindl.) J.C.Manning & Goldblatt: Es gibt zwei Unterarten:
  - Albuca virens subsp. virens: Sie kommt von Eritrea bis zum  südlichen Afrika vor.[1]
  - Albuca virens subsp. arida (Oberm.) J.C.Manning & Goldblatt: Sie kommt von Namibia bis zur Kapprovinz vor.[1]
- Albuca viscosa L. f.: Sie kommt von Namibia bis zum Westkap vor.[1]
- Albuca vittata Ker Gawl.: Sie ist vom südlichen Namibia bis zum Namaqualand und die Kleine Karoo im Nord- sowie Westkap verbreitet. Sie gedeiht im Fynbos sowie in der Sukkulenten-Karoo an trockenen Hängen und Ebenen.[4]
- Albuca volubilis (H.Perrier) J.C.Manning & Goldblatt: Sie kommt im westlichen Madagaskar vor.[1]
- Albuca watermeyeri (L.Bolus) J.C.Manning & Goldblatt: Dieser Endemit ist nur vom Typusmaterial bekannt. Es wurde vor 1931, mit einer ungenauen Fundortangabe, in der Nama-Karoo in den Sneeubergen zwischen Richmond und Graaff-Reinet an der Grenze zwischen Nord- sowie Ostkap gesammelt. Nach Müller-Doblies und Müller-Doblies 1996, handelt es sich eindeutig um eine eigene Art, aber es ist über sie nichts weiter bekannt. Es kann sein, dass sie ausgestorben ist.[4]
- Albuca weberlingiorum U.Müll.-Doblies: Sie kommt im Ost- sowie Westkap vor. Ihre Bestände gelten als stabil.[4]
- Albuca xanthocodon Hilliard & B.L.Burtt (Syn.: Albuca juncifolia subsp. xanthocodon (Hilliard & B.L.Burtt) U.Müll.-Doblies): Sie ist vom östlichen Ostkap bis ins südliche Lesotho relativ weitverbreitet. Sie gedeiht in hochgelegenen Gebieten auf felsigen Hängen im montanen Grasland. Dieses Gebiet ist botanisch wenig untersucht und es gibt nur wenige Aufsammlungen, aber sie wurde wohl nur nicht gefunden, es wird vermutet, dass sie nicht selten und auch nicht gefährdet ist.[4]
- Albuca yerburyi Ridl.: Sie kommt in der Republik Jemen vor.[1]
- Albuca zebrina Baker Diese seltene Art kommt im Namaqualand von Eksteenfontein im Richtersveld bis Platbakkies östlich vom Kamiesberg im Nordkap vor. Sie gedeiht im felstigen Sukkulenten-Karoo-Buschland. Sie ist nur von neun Fundorten bekannt, deren Bestände mit weniger als zehn Exemplaren oft nur klein sind. Trotzdem gilt diese Art als nicht gefährdet.[4]
- Albuca zenkeri Engl.: Sie kommt in Kamerun vor.[1]

## Nachweise